# Kodeks Azoyu

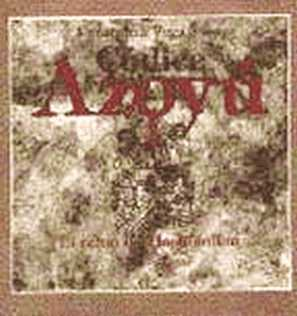
Pierwsza strona z Kodeksu Azoyu.

Kodeks Azoyu (Codex Azoyu I & II) – średniowieczny dokument aztecki opisujący historię królestwa Tlachinollan.

## Opis
Kodeks Azoyu datowany jest na XVI wiek. Jego nazwa pochodzi od małego miasteczka Azoyu 175 kilometrów z zachód od Acapulco w Meksyku. Przedstawia obrazkową historię Tlapaneków i Misteków z królestwa Tlachinolla obejmującą okres od 1300 do 1565 roku. Wokół rysunków znajdują się objaśniające teksty w języku Nahuatl.

## Publikacje
- Vega Sosa, Constanza, The political development of the Tlachinollan Kingdom according to the Codex Azoyu I, Wyd. Bonn: Bonner Amerikanistische studien. BAS - Holos, 1993
- Constanza Vega Sosa, Codice Azoyu 1. El Reino de Tlachinollan : Azoyu Codex 1: The Kingdom of Tlachinollan, Wyd. Hardcover, ISBN 0-8061-9938-5